# Loxonematidae
De Loxonematidae zijn een familie van uitgestorven weekdieren uit de klasse van de Gastropoda (slakken).

## Geslacht
- † Loxonema Phillips, 1841